# Григорково (Дмитриевский сельский округ)
Григорково — деревня в Даниловском районе Ярославской области. Входит в состав Дмитриевского сельского поселения.

## География
Находится в северо-восточной части Ярославской области на расстоянии приблизительно 24 км на юг-юго-восток по прямой от железнодорожного вокзала города Данилова, административного центра района.

## История
Деревня была отмечена еще на карте 1798 года. В 1859 году здесь (деревня Даниловского уезда Ярославской губернии) было учтено 10 дворов, в 1898 — 3.
Деревня входила в состав Дмитриевского сельсовета (затем Дмитриевского сельского округа), а после объединения нескольких сельских округов с 2005 года пребывает в составе Дмитриевского сельского поселения. 

## Население
Численность населения: 34 человека (1859 год), 5 (русские 100 %) в 2002 году, 5 в 2010.